# Hradecký program
Hradecký program byl zemědělský program Komunistické strany Československa, vyhlášený 4. dubna 1947 tehdejším komunistickým ministrem zemědělství Júliem Ďurišem na shromáždění Jednotného svazu českých zemědělců (JSČZ) v Hradci Králové.

## Požadavky Hradeckého programu
Hradecký program navazoval na návrhy šesti zemědělských zákonů, které za ministerstvo zemědělství Ďuriš předložil v říjnu 1946 a které se komunisté následně snažili v Národní frontě prosadit. Obsahoval návrhy sedmnácti hlavních sociálně ekonomických a politických opatření. Heslo programu bylo „Půda patří těm, kdo na ní pracují!“.
Stěžejními požadavky byly:
1. Ukončit konfiskaci půdy zrádců a kolaborantů podle dekretu č. 12/45 o konfiskaci a urychleném rozdělení zemědělského majetku Němců, Maďarů, jakož i zrádců a nepřátel českého a slovenského národa,[2] a podle nařízení SNR č. 104/45/64/46 (šlo zde zejména o opatření na Slovensku)
2. Urychleně uzákonit a provést revizi první pozemkové reformy
3. Vykoupit za náhradu půdu nad 50 ha ve vlastnictví jedné rodiny a urychleně ji přidělit rolníkům do vlastnictví
4. Současně vykoupit za náhradu půdu i pod 50 ha od těch, kteří na ní nepracují, nejsou na ní existenčně závislí a kterou nabyli s tzv. „spekulačním úmyslem“
5. Takto získaná půda musí být urychleně přidělena a zaknihována
6. Po ukončení spravedlivé dělby práce musí být soukromé vlastnictví na půdě až do 50 ha ústavně zabezpečeno

Další opatření se týkala výstavby družstevnictví – co největší rozšíření a podpora družstev a jejich úplná demokratizace. Nový družstevní zákon měl obsahovat zásady:
- Hlasování v družstvech podle zásady co člen to hlas, nikoli podle počtu složených členských podílů
- Odmítnutí zneužívání družstevnictví tvořením různých sdružení kapitalistů pod družstevní firmou
- Členské podíly měly být stanoveny co možná nejmenší, aby nebyl vysokými podíly znemožněn přístup drobných a středních rolníků

Hradecký program dále obsahoval celou řadu návrhů a požadavků, jmenovitě opatření týkající se lesů, odstranění cenových nůžek mezi cenami průmyslových a zemědělských výrobků, reorganizace distribuce, rolnického pojištění, zemědělského úvěru, jednotné zemědělské daně, mechanizace zemědělství, zlepšení živočišné výroby, zahradnictví, rybářského zákona, výstavby na území vojenských cvičišť, hospodářské výstavby v roce 1948 a opatření v zájmu zemědělských žen a mládeže.

## Prosazení Hradeckého programu
Hradecký program se stal symbolem snahy KSČ o dosažení volební většiny, zejména pak získání „malého“ a „středního“ rolníka. KSČ se snažila zákony prosadit tzv. „shora“ (v parlamentu) i „zdola“ – prostřednictvím „rolnických deputací“, které na jejich podnět přicházely do parlamentu vyjádřit podporu těmto návrhům. Některé požadavky byly přijaty ÚNS v červenci 1947. Ve dnech 11. až 12. prosince 1947 proběhla schůze Národní fronty Čechů a Slováků, která vedla k tzv. „Dohodě Národní fronty o aktuálních otázkách zemědělské politiky“; ta vytyčila konkrétní termíny k přijetí či alespoň projednání zbylých zákonů. Do 15. února 1948 měl být v ÚNS schválen zákon o definitivní úpravě pozemkového vlastnictví – parcelace půdy nad 50 ha. K tomu nedošlo, a tak byl na 28. a 29. února 1948 svolán celostátní sjezd rolnických komisí. Ten se konal, ale časově mu předcházel komunistický převrat (Únorový puč), který zásadně změnil podmínky pro přijetí těchto zákonů. Dne 21. března 1948 byl ÚNS schválen zákon o nové pozemkové reformě. Zvláštní zasedání parlamentu přijalo všechny zemědělské zákony, které komunisté v předchozím období navrhli. V této tzv. třetí etapě pozemkové reformy bylo v Československu rozděleno 943 271 ha půdy, z toho 270 292 ha půdy zemědělské. Zhruba 60 % zemědělské půdy převzaly státní statky, státní lesy a jednotná zemědělská družstva, ostatní zemědělská půda přešla do individuálního vlastnictví. Příděly půdy získalo celkem 72 678 uchazečů.